# Alejandro Peñaranda
Alejandro Peñaranda (Jamundí, Colombia; 4 de noviembre de 1993-Cali, Colombia; 1 de junio de 2018) fue un futbolista colombiano.

## Clubes
| Club              | País     | Año       |
| ----------------- | -------- | --------- |
| Atlético Nacional | Colombia | 2013      |
| América de Cali   | Colombia | 2014-2016 |
| Cortuluá          | Colombia | 2017      |

## Palmarés

### Torneos nacionales
| Título          | Club              | País     | Año  |
| --------------- | ----------------- | -------- | ---- |
| Torneo Apertura | Atlético Nacional | Colombia | 2013 |
| Copa Colombia   | Atlético Nacional | Colombia | 2013 |
| Torneo Apertura | Atlético Nacional | Colombia | 2013 |
| Primera B       | América de Cali   | Colombia | 2016 |